# Oxystegus verrucosus
Oxystegus verrucosus là một loài Rêu trong họ Pottiaceae. Loài này được (Broth. & Paris) Hilp. mô tả khoa học đầu tiên năm 1933.